# Нова Кріуша
Нова Кріуша (рос. Новая Криуша) — село Калачіївського району Воронізької області. Утворює окреме Новокріушанське сільське поселення.
Населення становить 2178 осіб за переписом 2010 року (1036 чоловічої статі та 1142 — жіночої), 2476 осіб — 2005 року.

## Географія
Село розташоване на сході району, неподалік адміністративного кордону з Волгоградської областю.

## Історія
Нова Кріуша має багату історію, пов'язану з українським козацтвом. Заснована в XVII столітті, вона стала одним із поселень, де оселялися українські козаки, які переселялися на ці території в пошуках нових земель та можливостей. Козацька спадщина відобразилася в культурі та традиціях місцевих жителів. 
За даними 1859 року у казенній слободі Богучарського повіту Воронізької губернії мешкало 4976 осіб (1809 чоловічої статі та 1815 — жіночої), налічувалось 279 дворових господарств, існувала православна церква.
Станом на 1886 рік у колишній державній слободі, центрі Ново-Кріушанської волості мешкало 5071 особа, налічувалось 716 дворових господарств, існували православна церква, школа, 2 лавки.
За переписом 1897 року кількість мешканців зросла до 5453 осіб (2797 чоловічої статі та 2656 — жіночої), з яких всі — православної віри.
За даними 1900 року у слободі мешкало 6436 осіб (3829 чоловічої статі та 2607 — жіночої) змішаного українсько-російського населення, налічувалось 838 дворових господарств.

## Особистості
В селі народився Прокопов Йосип Федорович (1918—1984) — відомий український живописець.